# Ciencia y tecnología en México

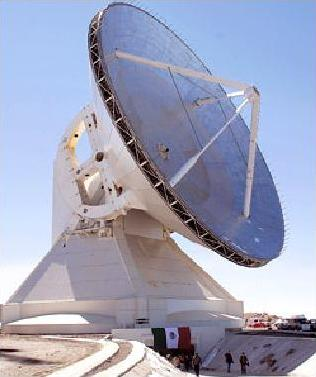
El Gran Telescopio Milimétrico en Atzitzintla, Puebla, que como parte del proyecto internacional Event Horizon Telescope participó en la realización de la primera fotografía de un agujero negro en la historia, confirmando así su existencia.

La ciencia y tecnología en México hace referencia al sistema, planes, proyectos y políticas, así como a la infraestructura e instalaciones o cualquier acción destinada a la investigación, desarrollo e innovación (I+D+I) científica y tecnológica de ese país norteamericano por parte del Estado, personas, instituciones, empresas, universidades, asociaciones y otras organizaciones nacionales e internacionales del sector público y privado.
Según la información manejada por Scopus, una base de datos bibliográfica de información científica, el portal web español SCImago colocó a México en el lugar número 28 de una lista internacional, considerando un total de 82,792 publicaciones, y también en el lugar número 34, considerando su puntaje de 134 en el índice h. Los cálculos de ambas evaluaciones corresponden al periodo 1996-2007.[cita requerida]

## Historia
En la era prehispánica la comunidad más desarrollada fue la maya, que contaba con un sistema numérico, escritura y calendario. Desarrollos similares lograron los pueblos olmecas, aztecas y zapotecas. La medicina de esta época se basaba en la herbolaria y las infusiones.[cita requerida]
Con la conquista española, inició la etapa del Virreinato de la Nueva España, que introdujo la cultura científica de este país europeo. En 1551, abrió sus puertas la Real y Pontificia Universidad de México, donde se impartían cursos de física y de matemáticas desde una perspectiva aristotélica. El filósofo agustiniano Alonso Gutiérrez escribió una Physica speculatio, el primer texto científico del continente americano, en 1557.[cita requerida]
En cuanto a la Ilustración mexicana, la ciencia puede dividirse en cuatro periodos: el periodo inicial (1735 a 1767), el periodo criollo (de 1768 a 1788), el periodo oficial o español (de 1789 a 1803) y el periodo de síntesis (de 1804 hasta el inicio del movimiento independentista en 1810).3 Entre los científicos más célebres del periodo de la Ilustración mexicana, puede anotarse a José Antonio de Alzate y Ramírez y a Andrés Manuel del Río.[cita requerida]
La guerra de independencia paralizó el desarrollo científico. A finales del siglo XIX, comenzó el proceso de industrialización. Con la influencia de los positivistas y de los pensadores científicos, el gobierno mexicano comenzó a ofrecer educación pública.[cita requerida]

## Organismos públicos de investigación

### Universidades nacionales
La Universidad Nacional Autónoma de México (UNAM) se fundó oficialmente en 1910, y se convirtió en una de las instituciones de educación superior más importantes en el país. La UNAM ofrece educación de alto nivel en ciencias, medicina e ingeniería. En el año 2002, los centros e institutos de investigación de la UNAM se agrupan, según lo publicado en La ciencia en la UNAM a través del Subsistema de la Investigación Científica, en dos grandes subsistemas (el Subsistema de la Investigación Científica y el Subsistema de la Investigación en Humanidades) y en el Subsistema de Escuelas y Facultades.

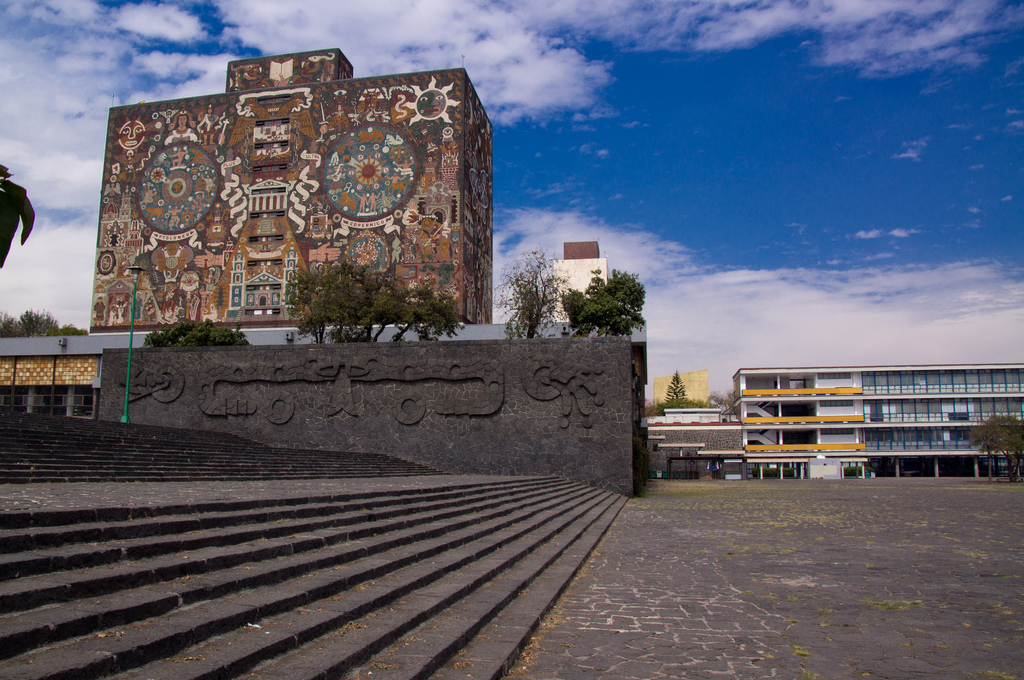
Biblioteca Central de la UNAM

El Colegio de México es una institución de educación pública superior que actualmente incluye siete centros de estudios, donde se imparten un total de tres licenciaturas, siete maestrías y ocho doctorados. Posee una de las bibliotecas especializadas en ciencias sociales (incluida una extensa colección de literatura) más importantes de América Latina (más de 665 000 volúmenes).

### Conacyt
Fundado en 1971, el Consejo Nacional de Ciencia y Tecnología (Conacyt) se encarga de diseñar, planear, ejecutar y coordinar las políticas públicas en materia de ciencia y tecnología. 

### Cinvestav
El Centro de Investigación y de Estudios Avanzados, fundado en 1960, es un centro de estudios de posgrado en temas tales como la biología, las matemáticas y la física.[cita requerida]

### Agencia Espacial Mexicana
Es un organismo público descentralizado creado en el 2010, con el objeto de coordinar la Política Espacial de México.

### El Colegio Nacional
Institución dedicada principalmente a la divulgación que reúne a muchos personajes distinguidos de la ciencia, la educación, el arte y, en general, la cultura de México.[cita requerida]

### Academia Mexicana de Ciencias
Es una entidad no gubernamental y no lucrativa conformada por un extenso grupo de distinguidos científicos, influyente en el ámbito de las políticas científicas.

## Divulgación científica
El 20 de mayo de 2014 se publicaron reformas a disposiciones diversas de la Ley de Ciencia y Tecnología, de la Ley General de Educación y de la Ley Orgánica del Consejo Nacional de Ciencia y Tecnología, según las cuales se garantiza el acceso abierto a la información científica.
La primera incluye ahora las disposiciones generales para la creación de una plataforma digital de acuerdo con los más altos estándares internacionales, y describe algunas características que tendrá, entre las que sobresale la creación de bases de datos por instituciones, así como redes entre éstas para crear el repositorio nacional centralizado.
En el país circulan varias revistas de divulgación científica: Ciencia y ¿Cómo ves? son algunos ejemplos. También se publican secciones de divulgación y periodismo científicos en secciones específicas de muchos de los periódicos nacionales y canales de televisión.

## Indicadores nacionales

### Investigadores por cada 1,000 personas de la PEA ocupada (cobertura nacional)[13]
Es el número de personas involucradas directamente en la consecución de proyectos formales de investigación y desarrollo tecnológico que laboran en el sector productivo, gobierno, educación superior e instituciones privadas sin fines de lucro en relación con la PEA ocupada. Es una práctica común en la mayoría de los países, que los investigadores dediquen tiempo parcial a actividades de investigación y desarrollo tecnológico, por lo cual, siguiendo las recomendaciones internacionales, el dato de investigadores se calcula en equivalente de tiempo completo.

### Artículos científicos publicados por cada millón de habitantes[13]
Número de artículos elaborados por científicos adscritos a instituciones y unidades económicas mexicanas publicados en revistas indexadas a nivel mundial por cada millón de habitantes de la República Mexicana.

### Gastos en investigación y desarrollo como proporción del PIB (indicador de marco global)[13]
Se refiere al porcentaje del PIB destinado a realizar investigación y desarrollo experimental, esto es el gasto público y privado utilizado para realizar actividades de investigación y desarrollo experimental dentro del país en un año dado (t).
Muestra la inversión en investigación y desarrollo tecnológico que el país lleva a cabo para apoyar el desarrollo nacional.

### Investigadores (valor equivalente a tiempo completo) por millón de habitantes (indicador de marco global)[14]
Es el número de personas involucradas directamente en la consecución de proyectos formales de investigación y desarrollo tecnológico que laboran en el sector productivo, gobierno, educación superior e instituciones privadas sin fines de lucro en relación con el número de habitantes del país.

### Total de apoyo internacional oficial destinado a la infraestructura de México, en su papel como receptor de cooperación[14]
Son los desembolsos brutos totales de la Asistencia Oficial para el Desarrollo (Official Development Assistance [ODA]) y otros flujos oficiales (Other Official Flows [OOF]) que provienen de todos los donantes destinado a la infraestructura.
Empresas con innovación tecnológica como porcentaje del total
Es el porcentaje de empresas que introdujeron al mercado un producto nuevo o sustancialmente mejorado, o bien utilizaron un proceso nuevo o sustancialmente mejorado, para apoyar el diseño, seguimiento y evaluación de las políticas públicas enfocadas a incrementar la base de empresas innovadoras.
Porcentaje de importaciones y exportaciones de bienes de tecnologías de la información y comunicación (TIC)
Conocer la participación de las importaciones y exportaciones de bienes de tecnologías de la información y comunicación (TIC) en el total de importaciones y exportaciones de nuestro país, para apoyar el desarrollo de estrategias digitales nacionales. 

## Comparativa de México con otros países

### China
Comparativa de ingresos y patentes registradas
En los años 80, China se encontraba relegada en cuanto a nivel de ingresos en comparación con México, aunque la situación con respecto a las patentes era prácticamente la misma. Sin embargo, conforme fue pasando el tiempo, China presentó un crecimiento significativo tanto en ingresos como en pacientes, hasta el punto en que a partir de 2005 tuvo un crecimiento exponencial, mientras que México quedó prácticamente en la misma situación, con un avance no muy significativo.
Comparativa de ingreso y número de científicos involucrados en el departamento de investigación y desarrollo
Nuevamente sucede un panorama similar en la comparativa entre México y China. A partir de 1996 China comenzó a tener un crecimiento parecido a México en cuestión de aceleramiento, sin embargo, fue en 2001 cuando el nivel de ingreso en China aumentó considerablemente, teniendo un impacto en el número de científicos involucrados en dichos programas, hasta el punto de alcanzar y rebasar a nuestro país. En el caso de México, la situación tuvo una constante pero pequeño crecimiento, sin embargo, muy poco en comparativa con China.
Análisis
El análisis de los indicadores comparativos demuestra en una primera instancia que el nivel de ingresos de los países tiene un impacto directo en el número de científicos involucrados en la investigación y el desarrollo, lo que también está fuertemente relacionado con el número de patentes generales.[cita requerida]
En comparativa de México con China, la situación parecía un poco menos conveniente para el país asiático entre los años de 1980 y 2000; sin embargo, distintos factores generaron que la tendencia de crecimiento fuera positiva para ellos, teniendo un crecimiento exponencial. Mientras que, en el caso de México, la situación no cambio mucho con respecto del tiempo, lo que demuestra que existe una oportunidad potencial para mejorar el tema de la innovación tecnológica y científica.